# اویا ترافیک کمپانی
اویا ترافیک کمپانی (به انگلیسی: Avia Traffic Company) یک شرکت هواپیمایی با کد یاتا YK / ТФ است که در تاریخ ۲۰۰۳ میلادی تأسیس شده است. دفتر مرکزی اویا ترافیک کمپانی در بیشکک، قرقیزستان واقع شده‌است و قطب این شرکت هواپیمایی در فرودگاه بین‌المللی مناس قرار دارد و به ۱۶ مقصد، پرواز مستقیم انجام می‌دهد.